# Triuncina affinis
Triuncina affinis är en fjärilsart som beskrevs av Frederick Wollaston Hutton. Triuncina affinis ingår i släktet Triuncina och familjen silkesspinnare. Inga underarter finns listade i Catalogue of Life.